# Трасак Пхаем
Анг Тьой (кхмер. អង្គជ័យ), также известный как Трасак Пэм (кхмер. ត្រសក់ផ្អែម) — полуисторический-полулегендарный правитель Кхмерской империи (1336—1340), основатель династии Варманов. Первый кхмерский монарх, упомянутый только в «Королевских хрониках», где упоминается как 19-й правитель Кхмерской империи, которому предшествовали лишь восемнадцать правителей от предыдущих династий. Однако по мнению исследователей данный список слишком короток и не может охватить столь обширный период камбоджийской истории.
Среди исследователей нет единого мнения о происхождении Трасак Пэма, в литературе он описывается как «выходец из низов». Предположительно возглавил антишиваитское восстание против короля Джаявармана IX Парамешвары в 1336 году, а после победы узурпировал трон. Придя к власти, объявил буддизм тхеревады государственной религией, упразднил культ дева-раджи и боролся с последователями индуизма, опирался на поддержку средних и мелких землевладельцев.
Полное тронное имя — Brhat Pada Samdach Brhat Rajankariya Brhat Parama Rajadhiraja Dharmika Vararattana Parama Maha Chakrapatra Sanithya Isvara Kumbul Krung Kambuja Maha Indrapati Rattana Sila Adipati Sri Sudha Pawara Gururatta Rajadhani Purirama Udama Maha Sadhana Amara Vimanavatana Sattal Sakula Ridhi Vishnuvakama Prasidhi Brhat Paramanatha Parama Bupati.

## Легенда
Согласно «Королевским хроникам» жил некто по имени Чай, сын отшельника из Пномкулена и крестьянки из племени самре. Благодаря своему умению выращивать сладкие огурцы он получил прозвище Ней Трасак Пэм («повар сладких огурцов»). Король Сианук дал ему копье и приказал зорко сторожить урожай. Однажды ночью Чай смертельно ранил правителя своим оружием, когда тот попытался испытать его рвение. Перед своей смертью Сианук сказал, чтобы его убийца не винил себя в случившемся, так как всего лишь исполнял приказ и не должен нести ответственность за безрассудство своего короля.
Поскольку погибший государь не оставил наследника, астрологи, брахманы, полководцы и другие придворные не могли договориться о том, кто станет новым правителем и решили положиться на волю высших сил. Для этого была организована особая церемония, где белый слон должен выбрать нового короля среди самых выдающихся представителей знати. Однако во время церемонии слон повернулся повернулся к толпе зевак, и направился к простолюдину, которым оказался тот самый садовник-цареубийца. Придворным ничего не осталось, кроме как признать этого человека в качестве нового короля, однако с первых же дней Трасак Паем столкнулся с их враждебностью. Новый король покинул Ангкор и перебрался в резиденцию, которую он построил в Бантеай Самре. Тем не менее, переезд не смог положить конец клевете в адрес нового правителя, и лишь расправившись со сторонниками предыдущего короля он стал полноценно править страной.

## Анализ
По мнению Дофин-Менье вышеприведенная легенда указывает на глубокие социокультурные изменения в стране, которые он называет «революцией XIV века». В этот период происходит окончательное закрепление буддизма в ущерб индуизму, который быстро приходит в упадок. Король, до этого обладавший божественной сущностью и считавшийся посредником между людьми и небесами, становится простым смертным, обязанным своим троном добродетелям, накопленным за время своего существования. Целью народа было уже не строительство горных храмов, которые принесли бы им благосклонность и защиту богов, а следование добродетели своего государя в надежде достичь процветания. Санскрит перестает использоваться в надписях, ему на смену приходит пали. Все эти изменения быстро приведут к постепенному распаду некогда могущественной Кхмерской империи.

## Наследие
Несмотря на то, что король Трасак Пэм во многом является персонажем легенд, он регулярно упоминается камбоджийскими монархами в качестве реально существовавшей исторической фигуры. Так король Нородом в период между 1872 и 1882 годами четыре раза посещал пещеры Пном Чриева в поисках могущественных изображений Будды, которые по преданию спрятал там король Трасак Паем.

## Потомки
- Ниппен Бат
- Ситхеан Реатеа